# Ophthalmolampis occultata
Ophthalmolampis occultata är en insektsart som beskrevs av Marius Descamps 1983. Ophthalmolampis occultata ingår i släktet Ophthalmolampis och familjen Romaleidae. Inga underarter finns listade i Catalogue of Life.